# A Look Inside
A Look Inside, amerikanske rockartisten Joe Souths sjätte studioalbum, utgivet 1972.

## Låtlista
1. "Motherless Children" (Joe South) 3:48
2. "Coming Down All Alone" (Joe South) 4:15
3. "Imitation of Living" (Joe South) 2:54
4. "It Hurts Me Too" (Joe South) 3:21
5. "Real Thing" (Joe South) 3:06
6. "One Man Band" (Joe South) 3:10
7. "Misunderstanding" (Joe South) 4:03
8. "Misfit" (Joe South) 3:32
9. "Save Your Best" (Joe South) 3:02
10. "I'm a Star" (Joe South) 3:09
11. "All Nite Lover, All Day Friend" (Joe South) 3:16

När det australiska skivbolaget Raven återutgav A Look Inside 2010 parades det ihop med albumet So the Seeds Are Growing på en CD. Dessutom fanns nedanstående fyra bonusspår på skivan:
1. "Why Does a Man Do What He Has to Do" (Don Randi) 3:26  (singel från 1969)
2. "Be a Believer" (Joe South) 3:05 (baksidan på ovanstående singel)
3. "Riverdog" (Joe South) 2:49 (singelbaksida från 1973)
4. "Oprah Cried" (Joe South) 4:53 (inspelad 2009, första nyutgivna inspelningen av Joe South sedan 1976!)